# 素敵なあの人 (雑誌)
素敵なあの人（すてきなあのひと）とは、出版社宝島社が発行する60代女性がターゲットの女性誌。ファッション・美容・健康などの情報を発信している。

## 概要
2017年12月に『e-MOOK大人のおしゃれ手帖特別編集　素敵なあの人の大人服』として発刊。60代をターゲットにし、「年を重ねてから似合うもの　60代からの大人の装い」をコンセプトに、2018年4月にVol.1春夏号、2018年9月にVol.2秋号を発行。その後、『大人のおしゃれ手帖特別編集　素敵なあの人』としてリニューアルして季刊化し、2018年12月に冬号、2019年3月に春号、2019年6月に夏号を発行したのち、2019年9月に月刊化。毎月16日発売。
おしゃれに敏感な60代女性のためのファッション＆ライフスタイルマガジンとして、日本初にして唯一の60代女性向けファッション誌として創刊。青春時代にファッション誌が創刊され、いつまでもセンスのいいものを追い求める60代女性が本当に欲しい、カジュアルなファッションを紹介している。
2024年9月からはウェブメディア『素敵なあの人Web』も開設。60代女性だからこそ映える着こなしや、お出かけ、美容、健康など、60代がいま知りたい情報を毎日更新している。

## 過去の表紙女優・モデル
- 結城アンナ
- 黒田知永子
- 萬田久子
- 黒木瞳

## 連載
- 境はづき「花のある生活」
- 神原サリー「60代こそ！新家電で素敵生活」
- 風吹ジュン「みんなが幸せになるおすそ分け」
- 冨士眞奈美「側杖日記」
- 地曳いく子「命短し着飾れBBA」
- 坂本久仁子「おしゃれのかけひき」
- 齋藤薫「素敵なあの人」
- 山本ちえ「おしゃれ道」
- 山本浩未「『これだけ』メイク塾」
- 中川真人「まことのはなし」
- 李映林、コウ静子「食べて元気になる！李家の日々ごはん」
- 石川三千花「素敵とそれなりの間には」
- 植草桂子「気分だけでも大人修行」

### 隔月連載
- 黒田知永子「素敵なあの人の大人服」
- 坂本久仁子「アンドジュエリー」

### 不定期連載
- 加賀まりこ「まりこサロン」

### 過去の連載
- 李映林、コウ静子「四季を感じる李家の日々ごはん」
- 風吹ジュン「今夢中なもの、好きなもの」
- 風吹ジュン「やりたいことリスト」
- 花村幸恵「おしゃれの方法論」
- 奥田弘美「プチうつが消えるヒント」

## イベント
- 『素敵なあの人』創刊イベント

パレスホテル東京にて2019年9月19日に開催。出演は、結城アンナ、山本浩未。
- 『素敵なあの人』読者イベント「春の素敵お茶会」

ザ・カハラ・ホテル＆リゾート横浜にて2023年3月17日に開催。出演は、結城アンナ、山本浩未。
- 『素敵なあの人』創刊5周年イベント

パレスホテル東京にて2024年9月27日に開催。出演は、萬田久子、坂本久仁子。

### 『素敵友の会』会員限定素敵カルチャースクール
- 第1回は2024年7月25日に開催。人気ヘア&メイクアップアーティストの山本浩未さんを講師に迎え、「さよなら老け見え！人生がもっと楽しくなる“きれい”の作り方」をテーマに、60代女性向けの簡単メイク術を指導。[6]
- 第2回は2024年11月20日に開催。がん専門医の南雲吉則先生を講師に迎え、「若さの秘訣は腸活にあり⁉ 驚異の若々しさを保つ南雲先生がおすすめする腸内環境の整え方」をテーマに、腸活についての講演と腸活レシピの実演を行う。
- 第3回は2025年1月31日に開催。人気ヘア＆メイクアップアーティストの山本浩未さんを講師に迎え、「その使用量、塗り方、なじませ方……正しい自信ありますか？これが正解！うるツヤ肌とあか抜け顔を作るスキンケア＆メイクのお作法講座」をテーマに、60代女性向けのスキンケア＆メイク法を指導。
- 第4回は2025年4月10日に開催。エイジングデザイナーの村木宏衣さんを講師に迎え、「10秒で顔が引き上がる！ と多くのメディアで話題のメソッド 村木式『頭ほぐし』『顔ほぐし』で即効リフトアップ！」をテーマに、くっきり刻まれたほうれい線、頬やフェイスラインのたるみなど、60代の“あるあるお悩み”の原因にアプローチする村木メソッドを、参加者全員で実践しながら効果を体験。